# Fryma e Re Demokratike
Die Fryma e Re Demokratike (albanisch etwa für „Neuer Demokratischer Wind“ oder „Neuer Demokratischer Geist“; Akronym: FRD) ist eine Partei in Albanien. Sie wurde am 30. April 2012 gegründet und ordnet sich im politischen Spektrum in der rechten Mitte ein. Parteivorsitzender ist seit der Gründung Bamir Topi, der ehemalige Staatspräsident Albaniens. Offiziell will die FRD unter anderem diejenigen Wähler ansprechen, die von der Politik der ebenfalls rechten Demokratischen Partei Albaniens enttäuscht sind.

## Geschichte
2007 wurde Bamir Topi zum Staatsoberhaupt Albaniens gewählt. Seine Amtszeit dauerte nur eine Legislaturperiode. 2012 wurde er nicht wiedergewählt (siehe Präsidentschaftswahl in Albanien 2012). Sein Nachfolger wurde Bujar Nishani. Die Gründe der Abwahl Topis lagen in den politischen Differenzen zwischen ihm und dem damaligen albanischen Ministerpräsidenten Sali Berisha, der damals auch Vorsitzender der Demokratischen Partei war. Schon in den Anfängen seiner Amtszeit zeigte sich Topi in der Öffentlichkeit als offener Kritiker der Politik von Berisha. So machte Topi den Ministerpräsidenten unter anderem für die Toten der Proteste im Januar 2011 verantwortlich. Auch andere Vorwürfe wurden gegenseitig gemacht und immer mehr distanzierten sich die beiden Politiker voneinander; so zeigten sie sich beispielsweise bei offiziellen Anlässen und Zeremonien nicht mehr zusammen in der Öffentlichkeit.
Schon vor Topis Abwahl im Juni 2012 gründeten ihm gleichgesinnte Parteikollegen deshalb am 30. April den Neuen Demokratischen Wind. Im Juni trat sogleich Topi der Partei bei und am 14. November 2012 wurde die Parteistruktur vorgestellt. Demnach sind Bamir Topi Parteivorsitzender, Gazmend Oketa Generalsekretär, Daut Gumeni, Aleksander Biberaj und Valbona Duri stellvertretende Vorsitzende. Gleichzeitig wurden auch die jeweiligen Tochterorganisationen für Jugendliche (Grupimi Rinor) und Frauen (Forumi i Gruas) gegründet.
Während eines TV-Interviews bei Top Story auf dem Privatsender Top Channel am 15. November 2012 fasste Parteichef Topi seine Meinung zur aktuellen albanischen Politik und zur Regierung unter Ministerpräsident Berisha wie folgt zusammen:

„Politika është bërë qesharake. Ka mungesë transparence, propagandë fyese dhe halucinacione për ekonominë kombëtare.“

„Die Politik ist lächerlich geworden. Es gibt Mangel an Transparenz, beleidigende Propaganda und Halluzinationen zur Volkswirtschaft.“